# Список прапорів Уругваю
Це список прапорів, які використовуються в Уругваї або іншим чином пов'язані з ним.
Для отримання додаткової інформації про національний прапор дивіться прапор Уругваю.

## Національний прапор
| Прапор | Дата         | використання   | опис |
| ------ | ------------ | -------------- | --- |
|        | 1830-дотепер | Прапор Уругваю | Чотири горизонтальні смуги синього кольору з верхнім кутом з боку древка, що містить травневе сонце в центрі на білому полотні. |

## Військові прапори
| Прапор | Дата         | використання                               | опис                                                                                        |
| ------ | ------------ | ------------------------------------------ | ------------------------------------------------------------------------------------------- |
|        | 1828-дотепер | Прапор Національної армії Уругваю          | Світло-коричневе поле з армійською емблемою в центрі.                                       |
|        | 1817-дотепер | Морський прапорНаціонального флоту Уругваю | Біле поле з блакитним кольором, що тягнеться до кутів прапора, і травневим сонцем у центрі. |
|        | 1953-дотепер | Прапор ВПС Уругваю                         | Блакитне поле з емблемою ВПС у центрі.                                                      |

## Прапори муніципалітету
| Прапор | Дата         | використання           | опис |
| ------ | ------------ | ---------------------- | ---- |
|        | ? -дотепер   | Прапор Кармело         |      |
|        | ? -дотепер   | Прапор Чуї             |      |
|        | ? -дотепер   | Прапор Мальдонадо      |      |
|        | 2011-дотепер | Прапор Нуева Гельвесії |      |
|        | ? -дотепер   | Прапор Вергари         |      |

## Прапори департаментів
| Прапор | Дата       | використання                       | опис  |
| ------ | ---------- | ---------------------------------- | ----- |
|        | ? -дотепер | Прапор департаменту Артігас        |       |
|        | ? -дотепер | Прапор департаменту Канелонес      | [ 5 ] |
|        | ? -дотепер | Прапор департаменту Колонія        |       |
|        | ? -дотепер | Прапор Департаменту Дуразно        |       |
|        | ? -дотепер | Прапор департаменту Серро-Ларго    |       |
|        | ? -дотепер | Прапор департаменту Ріо-Негро      |       |
|        | ? -дотепер | Прапор департаменту Лаваллеха      |       |
|        | ? -дотепер | Прапор департаменту Пайсанду       |       |
|        | ? -дотепер | Прапор департаменту Роха           |       |
|        | ? -дотепер | Прапор Департаменту Сальто         |       |
|        | ? -дотепер | Прапор департаменту Сан-Хосе       |       |
|        | ? -дотепер | Прапор департаменту Соріано        |       |
|        | ? -дотепер | Прапор департаменту Трейнта-і-Трес |       |

## Політичні прапори
| Прапор | Дата         | використання                      | опис  |
| ------ | ------------ | --------------------------------- | ----- |
|        | 2008-дотепер | Прапор КОМУНИ                     | [ 6 ] |
|        | 2006-дотепер | Прапор Народних Зборів            |       |
|        | 1836-дотепер | Прапор партії Колорадо            | [ 7 ] |
|        | 2013-2019    | Прапор Концертаційної партії      |       |
|        | 2002-дотепер | Прапор незалежної партії          |       |
|        | 1897-1904    | Старий прапор Національної партії |       |
|        | 1904-дотепер | Прапор Національної партії        |       |
|        | 1971-дотепер | Прапор Партії Широкого Фронту     |       |
|        | 1967-1972    | Прапор Тупамарос                  |       |

## Історичні прапори
| Прапор | Дата      | використання                                                      | опис |
| ------ | --------- | ----------------------------------------------------------------- | --- |
|        | 1519-1785 | Прапор Іспанської імперії                                         | Червоний солітер, що нагадує дві схрещені, грубо обрізані (зав'язані) гілки, на білому полі.                                                                                          |
|        | 1785-1814 | Прапор Королівства Іспанія                                        | Горизонтальний трисмуговий прапор червоного, жовтого (подвійної ширини) і червоного кольорів; герб Іспанії зміщений від центру до древка.                                             |
|        | 1812      | Прапор Мануеля Бельграно                                          | Горизонтальний біколор білого та світло-блакитного. |
|        | 1812–1817 | Прапор Маха Офіційно прийнятий у 1816 році                        | Триколор, що складається з трьох рівних горизонтальних смуг блакитного, білого та світло-блакитного кольорів.                                                                         |
|        | 1814-1815 | 1-й прапор Ліги вільних народів, також відомий як прапор Артігаса | Триколор, що складається з трьох рівних горизонтальних смуг синього, білого та синього кольорів; з червоними смугами всередині синіх смуг.                                            |
|        | 1815-1820 | 2-й прапор Ліги вільних народів                                   | Триколор, що складається з трьох рівних горизонтальних смуг синього, білого та синього кольорів; з червоною діагональною смугою.                                                      |
|        | 1817-1822 | Прапор Сполученого Королівства Португалії, Бразилії та Алгарвів   | Герб союзу з армілярною сферою, що представляє Королівство Бразилія, і португальським щитом, що представляє Королівство Португалія та Алгарви, з королівською короною на білому полі. |
|        | 1817-1822 | Прапор Королівства Бразилія                                       | Синє поле з армілярною сферою в центрі. |
|        | 1820-1825 | Прапор провінції Цисплатіна                                       | Триколор, що складається з трьох рівних горизонтальних смуг зеленого, білого та зеленого кольорів з гербом провінції в центрі.                                                        |
|        | 1822      | Прапор нового незалежного Королівства Бразилія                    | Особистий штандарт королівського принца з королівською короною замість імперської. |
|        | 1822-1828 | Прапор Бразильської імперії                                       | Імперський герб усередині жовтого ромба, що представляє дім Габсбургів, на зеленому полі, що представляє дім Браганца .                                                               |
|        | 1825      | Прапор Трейнта-і-Трес                                             | Три горизонтальні смуги: верхня синя, центральна біла, нижня червона. На білій смузі надруковані слова Libertad o Muerte («Свобода або смерть»).                                      |
|        | 1825-1828 | Прапор Аргентини                                                  | Триколор, що складається з трьох рівних горизонтальних смуг світло-блакитного, білого та світло-блакитного кольорів із жовтим травневим сонцем у центрі.                              |
|        | 1825-1828 | Прапор Східної провінції                                          | Триколор, що складається з трьох рівних горизонтальних смуг синього, білого та червоного кольорів.                                                                                    |
|        | 1828-1830 | Прапор східної держави Уругвай                                    | Дев'ять горизонтальних смуг світло-блакитного кольору з верхнім кутом з боку підйому, що містить травневе сонце в центрі на білому полотні.                                           |
|        | 1839-1851 | Прапор Уряду Серріто                                              | Схожий на поточний прапор. |
|        | 1839-1851 | Прапор Уряду Оборони                                              | Схожий на нинішній прапор, але зі світло-блакитними смугами. |

## Бюргери Уругваю
| Прапор | Дата         | використання                     | опис   |
| ------ | ------------ | -------------------------------- | ------ |
|        | 1924-дотепер | Прапор яхт-клубу Пунта-дель-Есте | [ 12 ] |
|        | 1906-дотепер | Прапор яхт-клубу Уругвайо        |        |